# Robert Murchie
Robert Murchie   (Greenock, 2 de març de 1884 - Paddington, 26 de juliol de 1949) va ser un virtuós flautista britànic i un membre destacat de les principals orquestres angleses entre 1914 i 1938.

Posteriorment va ser flautista principal de la New Symphony, Beecham Symphony, Queen's Hall, New Queen's Hall, London Symphony, Royal Philharmonic Society, BBC Symphony i London Philharmonic Orchestres. El 1926 va fundar un conjunt de cambra de músics de vent destacats conegut com el "London Wind Quintet". Va ser descrit per Sir Henry Wood com "un dels millors flautistas vius" que va dir que tenia "un to, una tècnica i un estil musical que no es poden superar". Al seu llibre 'The Flute Book', de Nancy Toff, descriu Murchie així:
| « | "L'estil anglès de tocar la flauta va assolir el seu apogeu en la interpretació de Robert Murchie, potser el primer flautista de Londres entre les dues guerres mundials." | » |

## Joventut
Murchie va néixer a Escòcia era fill de Robert Arnot Murchie i Isobel Gray Rankin. El seu pare era pintor decorador. Robert era un dels sis fills, tots els quals podien tocar un instrument musical. El pare de Robert li va comprar un flautí quan tenia set anys i una flauta als nou anys. Als nou anys, actuava per als oficials de vaixells a Escòcia i als setze anys havia tocat a l'Orquestra Escocesa sota la direcció de Richard Strauss.

## Carrera inicial
El cens d'Escòcia de 1901 indica que Robert, als 17 anys, era músic de teatre a la seva Escòcia natal. El 1906 se li va concedir una beca oberta gratuïta per estudiar amb William Lewis Barrett al Royal College of Music de Londres. Els llibres d'actes del Comitè Executiu i Financer de la RCM del 19 de juliol de 1906 indiquen que Murchie va ser ajudat a comprar la qualitat de l'instrument que necessitava per als seus estudis, permetent que el seu cost de 24 lliures esterlines es deduís en terminis de la seva beca de manteniment. El 1907 va rebre el seu primer avís del "Musical Times" per a un concert d'una Cantata de Bach al "Royal College of Music", on com a estudiant va actuar amb Sir Charles Villiers Stanford. L'any 1909 Murchie tocava amb la New Symphony Orchestra com a intèrpret de piccolo, com es pot veure a les seves llistes d'orquestres de l'època.
Es va casar amb Florence Barrow, una bona cantant, també estudiant de la RCM, l'any 1910 i van tenir dos fills, Robert Arnot Murchie i James Ian Murchie. James, que era un bon flautista, alumne del seu pare, era un pilot de la RAF que va morir als 19 anys el 1941 quan el seu Vickers Wellington va ser abatut sobre Alemanya durant una incursió nocturna a Berlín.
Al començament de la seva carrera, Robert va ser membre de la "Royal Victory Band", un conjunt que va gravar per al segell britànic Victory ca. 1912. El setembre de 1913, Murchie va ser escollit per tocar al costat de la gran soprano de coloratura italiana, Luisa Tetrazzini, en una gravació de la gran ària de Caterina de L'étoile du nord de Meyerbeer. Es va unir a l'Orquestra Simfònica de Londres el 1914 i va romandre amb l'orquestra fins al 1920. Mentre era flautista de l'Orquestra Simfònica de Londres, va assistir al servei actiu durant la Primera Guerra Mundial, allistant-se el 1916 i va servir, assolint el grau de sergent, al 45è Batalló, Força Expedicionària Canadenca. Es va convertir en el director de la Brigada el 1917 i va tocar al Quart Exèrcit sobre el Rin.

## Flautista londinenc destacat
Es va convertir en un dels principals flautistas de Londres, succeint a Albert Fransella com a flauta principal de l'orquestra de la Royal Philharmonic Society (1925–1932). També va ser la primera flauta principal de la recentment creada BBC Symphony Orchestra (1930-1938). Murchie va ser, sens dubte, el flautista orquestral líder a Londres durant els anys d'entreguerres, fet que li va permetre negociar un sou de 1.000 lliures anuals, el 1930, molt superior al sou estàndard dels directors de 800 lliures esterlines. També va ser en diverses ocasions flauta principal de la London Symphony Orchestra, la "New Queen's Hall Orchestra" i l'Orquestra Simfònica Henry Wood. Murchie també va tocar amb la "Wireless Military Band" de la BBC, dirigida pel Lieut. B. Walton O'Donnell dels "Royal Marines", que es va fundar el 1927 i es va dissoldre el 1943. La Banda Militar va tenir un gran èxit tant a casa com a l'estranger.
Va ser director de les orquestres The Proms amb diferents noms des de 1919 fins a 1928, quan va marxar per un període de dos anys. Va tornar el 1931 i va continuar com a director fins a la seva jubilació després del seu darrer Prom, en el qual va tocar el Concert núm. 8 en la menor de Bach per a flauta, violí i piano, el 22 de setembre de 1937, quan va ocupar les càtedres del Trinity College of Music, i el "Royal College of Music".

## Carrera musical de cambra
Va ser un actiu intèrpret de música de cambra. A finals de 1919, Murchie va tocar al concert commemoratiu a "Balliol Hall" per a Frederick Kelly, tocant Kelly's Flute Serenade amb Sir Donald Tovey al piano. També va actuar en aquell concert Jelly d'Aranyi amb qui Murchie va actuar en nombroses ocasions.
El 1922 Murchie va ser un dels sis instrumentistes juntament amb Haydn Draper (clarinet), F.Moss (saxofon), Herbert Barr (trompeta), Charles Bender (percussió) i Ambrose Gauntlett (violoncel), que va fer la primera interpretació privada de l'obra de William Walton. Façana, un entreteniment. Edith Sitwell va ser la recitadora, al telèfon senger, i l'actuació va tenir lloc a la casa de la família Sitwell a Carlyle Square, Londres. La primera representació pública de l'obra va tenir lloc el juny de 1923 a l'"Aeolian Hall" de Londres. William Walton va ser el director en ambdues ocasions. La primera emissió completa de Façade es va donar el 3 de març de 1930 en un dels Concerts de Música Contemporània de la BBC a Central Hall, Westminster. Els instrumentistes en aquella ocasió van ser: Robert Murchie (Flauta), Frederick Thurston (Clarinet), Walter Lear (Saxofon), Ernest Hall (Trompeta), Charles Bender (Percussió) i Ambrose Gauntlett (violoncel). El recitador era Constant Lambert i el director era Leslie Heward.
Murchie va gravar Introduction and Allegro de Maurice Ravel, amb la direcció del mateix Ravel, l'any 1923. L'octubre de 1923 va oferir la primera interpretació pública del Concert fugal per a flauta, oboè i cordes de Gustav Holst amb el reconegut oboista Léon Goossens i Holst dirigint.
Va ser membre fundador del "London Wind Quintet" el 1926 i va ser un dels "London Flute Quartet" amb els altres intèrprets de Proms Gordon Walker, Frank Almgill i Charles Stainer. The London Wind Quintette - amb Robert Murchie (flauta), Haydn Draper (clarinet), Léon Goossens (oboè), Frederick Wood (fagot) i Aubrey Brain (corn) van ser contractats per gravar una sèrie d'obres de cambra per a Edison Bell. El maig de 1926 van gravar la Suite Mladi de Janáček per a sextet de vent amb el compositor a l'estudi (Mendelssohn Draper tocant la part del clarinet baix). El 9 d'octubre de 1927, Béla Bartók es va unir al grup per interpretar el Quintet per a piano i vent de Mozart per a una primera emissió de ràdio de la BBC. Murchie també va tocar a l'orquestra les 10 peces de Spike Hughes al costat d'Eugene Cruft, James Lockyer (viola), Haydn Draper, Léon Goossens, Sidonie Goossens i Edward Chapman, un bon trompa. Aquesta orquestra va acompanyar molts dels artistes solistes de Decca, inclosa Gertrude Lawrence el l'obra 10 peces de Hughes.
A principis de la dècada de 1930, Murchie va tocar amb el Trio Filharmònic, després d'haver substituït Albert Fransella com a flautista. El conjunt estava format per Robert Murchie, Leon Goossens (Oboè) i Francesco Ticciati (Pianoforte).

## Conegut exponent de J.S. Bach
Va ser un reconegut exponent de Johann Sebastian Bach i va tocar en nombroses ocasions a la "New Queen's Hall Orchestra" i a la "Henry Wood Symphony Orchestra", sota la batuta de Henry Wood. Va tocar al costat de la famosa Myra Hess en la popularització del 5è Concert de Brandenburg de Bach. Una ressenya de "Promenade Concert" a The Musical Times de 1924, quan Murchie tocava al costat de Hess i Charles Woodhouse, el cèlebre violinista, descriu la seva manera de tocar així: "Que la flauta del Sr. Murchie no és res més satisfactori per a l'amant de l'ombra artística i la subtilesa rítmica." Al llarg dels anys 1920 i 30, període en què els Concerts i Suites orquestrals de Brandenburg van dominar la programació orquestral de Bach, Murchie va ser un dels intèrprets orquestrals més visibles associats amb el compositor. De les tretze actuacions en solitari de Prom fetes per Murchie el 1927–8, deu eren de Bach.

## Anys posteriors
La seva darrera crítica professional va ser el maig de 1938 quan va interpretar el 2n Concert de Brandenburg de Bach amb Arturo Toscanini. De 1946 a 1948 va ser professor de flauta a Kneller Hall. També va ser professor de flauta al "Eton College", (Windsor); al "Winchester College" (on entre els seus alumnes hi havia Randall Swingler) i al "St. Paul's Girls' School", de Londres.
Robert Murchie va morir a Paddington, Londres, el 26 de juliol de 1949 als 65 anys després d'una curta malaltia. Va ser un professor molt reeixit; entre els seus estudiants hi havia Gareth Morris, (a qui va llegar la seva flauta Rudall Carte), Richard Adeney, Alfred John Ellory, John Francis, Arliss Marriott, Edgar Hunt, Harold Clarke, Leonard Hopkinson, Muriel Dawn, John Braddock i Alexander Douglas Murray. Es van compondre diverses obres de flauta per a ell, com ara lEstudi en re menor de Charles Stainer.